# 爱得华·埃兹拉
爱得华·艾萨克·埃兹拉（Edward Isaac Ezra，1883年1月3日—1921年12月15日） ，出生于大清上海，是一位長期定居於上海的英國犹太商人 。 他在上海公共租界工部局局立学校接受教育，曾經通过进口鸦片以及房地产投资积累了大约200萬至300万美元的财富。  爱得华·埃兹拉也是 禮查飯店以及百老汇大厦的董事。1912年到1918年期間，爱得华·埃兹拉出任上海公共租界工部局董事会董事。 

## 死亡
1921年12月15日，爱得华·埃兹拉因腦出血在位於九江路的办公室昏倒，不久去世。 爱得华·埃兹拉的墳墓位於杨浦的倍开尔路猶太人公墓（今惠民公园）。